# Баб'як Роман Андрійович
Роман Андрійович Баб'як (нар. 28 лютого 1998) — український футболіст, захисник.

## Клубна кар'єра
Роман Баб'як є вихованцем ДЮСШ луцької «Волині». Від 2015 року став гравцем молодіжного складу лучан, дебютував у дублі команди 2 серпня 2015 року в матчі проти дублюючого складу луганської «Зорі». У головній команді «Волині» у Прем'єр-лізі Баб'як дебютував 27 травня 2017 року в матчі проти львівських «Карпат», вийшовши на заміну на 86 хвилині матчу замість Владислава Дмитренка. У наступному матчі з дніпровським «Дніпром» футболіст вийшов у основному складі команди, проте матч не був дограний через поведінку уболівальників. З початку 2018 року Баб'як став гравцем іншої команди Прем'єр-ліги — рівненського «Вереса», зігравши у новій команді 8 матчів. Після переформатування рівненської команди у клуб другої ліги продовжив виступи вже в нижчому дивізіоні. З 2018 року Баб'як Роман грав за аматорські команди «Вишнівець» і «Богун» (Броди).